# Acanthura
Acanthura – rodzaj roślin z rodziny akantowatych (Acanthaceae). Jest to takson monotypowy obejmujący tylko gatunek Acanthura mattogrossensis Lindau występujący w Brazylii.